# Jenny af Forselles
Jenny Mathilda af Forselles, född 27 maj 1869 i Elimä, död 16 september 1938 i Helsingfors, var en finlandssvensk pedagog, politiker och litteraturhistoriker. Hon var dessutom en kvinnosakskvinna och arbetade för fattigas väl. Hon var brorsdotter till Edvard Gustaf af Forselles.

## Biografi
Forselles var en av de första kvinnorna i Finland som fick akademisk utbildning. Hon blev filosofie doktor 1904 med en avhandling om Åbopoeten Niclas Edelcrantz, N. Clewberg-Edelcrantz och hans omgiftning.
Forselles verkade som lärarinna 1892–1895 och från 1905. Hon var föreståndarinna för turistföreningens byrå i Helsingfors 1896–1905, lantdagsrepresentant för Svenska folkpartiet 1909, 1911–1914 och 1917, samt stadsfullmäktig i Helsingfors år 1919–1924. Från 1912 var hon medlem av fattigvårdsstyrelsen i Helsingfors.  
Forselles deltog också i det sociala arbetet och de politiska självständighetssträvandena. Hon var en av de kvinnor som i slutet av 1800- och början av 1900-talet hade fått högre utbildning och ville åstadkomma förändringar i samhället. Precis som många andra av sin tids kvinnor verkade hon ändå på grund av sin uppfostran mer i gränslandet mellan det offentliga och det privata. I lantdagen var hon medlem av kulturutskottet, men hon trivdes inte i lantdagens manliga värld. 
Efter självständigheten lät hon bli att kandidera i riksdagsval och ägnade sig istället åt praktiskt socialt arbete i Helsingfors stads fattigvårdsnämnd. Hon verkade som extraordinarie tjänsteman i Socialstyrelsen 1918–1921 och var med att utforma socialsektorn i landet. Hon arbetade också för Mannerheims barnskyddsförbund och organiserade klubbar och sommarkolonier för tusentals barn från arbetarfamiljer. Hon var medlem i kvinnosaksförbundet Unionen samt var med och grundade kvinnotidskriften Nutid år 1895.
Forselles utgav Elias Lönnrots svenska skrifter (I. Uppsatser och öfversättningar och II. Bref, anteckningar och reseskildringar) och redigerade tidskriften Nutid 1909–1916.